# Andrew P. Chambers

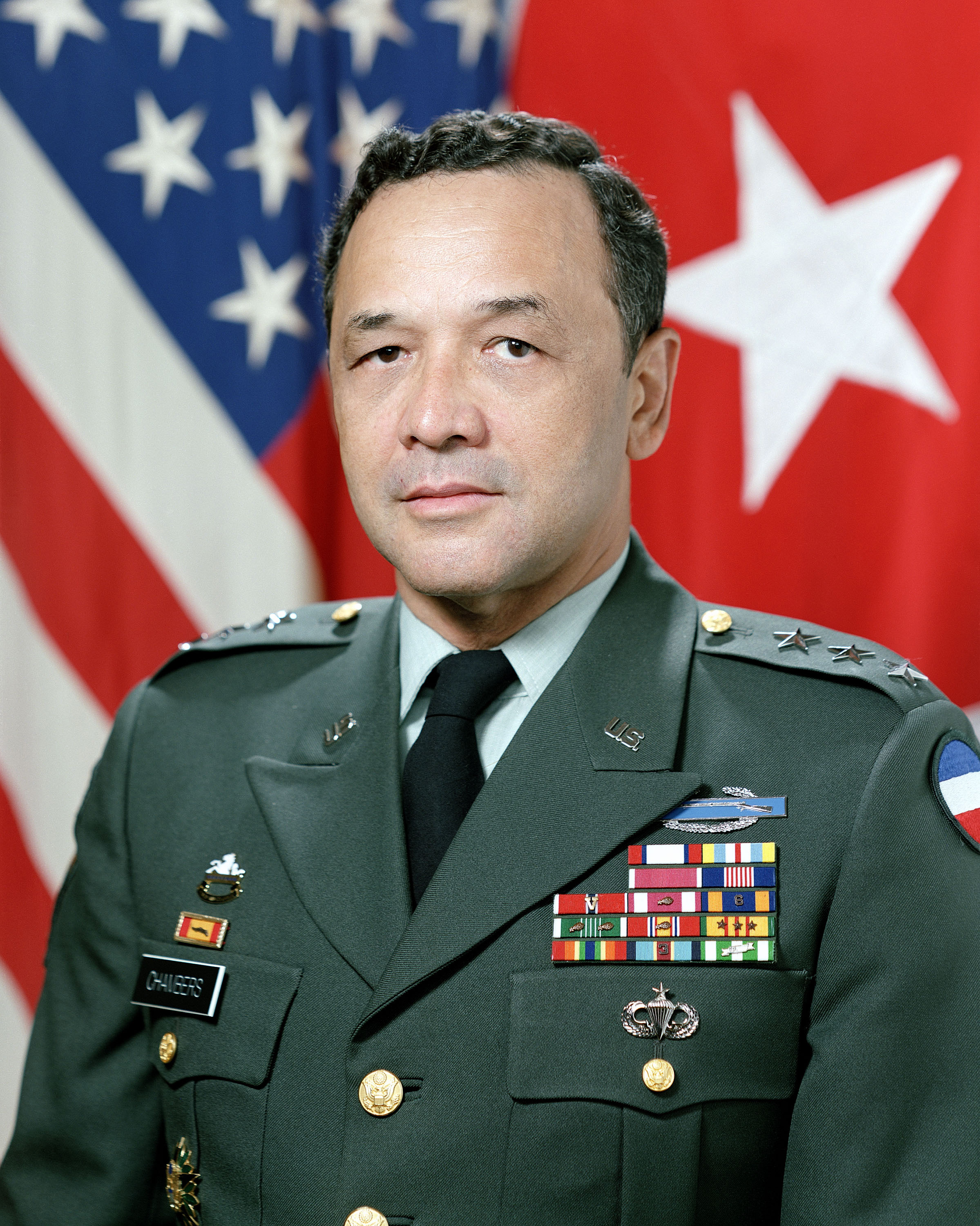
Andrew P. Chambers (1987)

Andrew Phillip Chambers (* 30. Juni 1931 in Bedford, Bedford County, Virginia; † 3. Juni 2017 in Sterling, Loudoun County, Virginia) war ein Generalleutnant der United States Army. Er war unter anderem Kommandeur der 3. Armee.
Andrew Chambers war ein Sohn von Lawrence Everett Chambers und dessen Frau Charlotte Hadessa Chambers. Sein im Jahr 1929 geborener Bruder Lawrence Chambers brachte es in der United States Navy zum Konteradmiral (Rear Admiral). Nach dem frühen Tod des Vaters zog die Familie nach Washington, D.C., wo die Mutter eine Anstellung im Kriegsministerium fand. In der Folge absolvierte Andrew die dortige Dunbar Highschool. Anschließend studierte er an der Howard University. Dort erhielt er auch im Rahmen des ROTC-Programms eine Offiziersausbildung. Nach dem Ende seiner dortigen Ausbildung wurde Andrew Chambers im Jahr 1954 zum Leutnant des Heeres ernannt. In der Armee durchlief er anschließend alle Offiziersränge vom Leutnant bis zum Dreisternegeneral.
Im Lauf seiner langen militärischen Laufbahn absolvierte Chambers auch verschiedene Kurse. Dazu gehörten der Basic Officer Course, der Advanced Officer Course, die Infantry School, das Command and General Staff College sowie das United States Army War College. Militärisch wurde er an verschiedenen Standorten in den Vereinigten Staaten aber auch in Deutschland eingesetzt. Dabei nahm er Kommandostellen ebenso wahr wie Generalstabsaufgaben. Unter anderem war er in den 1970er Jahren Direktor des Army’s Equal Opportunity Programs, das für Gleichberechtigung innerhalb des Heeres sorgen sollte. Zwischenzeitlich war er auch Lehrer am Command and General Staff College in Fort Leavenworth in Kansas. Danach wurde er nach Europa versetzt, wo er sowohl als Stabsoffizier in der Abteilung G1 (Personal) des Hauptquartiers tätig war, als auch als Bataillonskommandeur. Nach weiteren Generalstabsaufgaben unter anderem in Washington D.C. erhielt er das Kommando über den Support Command der 9. Infanteriedivision in Fort Lewis im Bundesstaat Washington. Er diente für einige Zeit auch als Leiter der Personalabteilung (J1) beim Pacific Command auf Hawaii.
Ab 1982 übernahm Andrew Chambers das Kommando über verschiedene Großverbände. Zwischen Juli 1982 und Juni 1984 kommandierte er die 1. Kavalleriedivision und von Februar 1985 bis Juli 1987 hatte er den Oberbefehl über das VII. Corps, dessen Hauptquartier sich in Stuttgart befand. Sein Letztes Kommando hatte er zwischen dem 10. Oktober 1987 und dem 16. März 1989 als Kommandeur der 3. Armee. Noch im gleichen Jahr ging er als Generalleutnant in den Ruhestand.
Nach seiner militärischen Laufbahn war Andrew Chambers als Zivilist in verschiedenen geschäftlichen Bereichen tätig. Er war unter anderem Direktor bei der Industry Operations for the Association of the United States Army. Im Jahr 2005 wurde er Vizepräsident der Europaabteilung der University of Maryland. Andrew Chambers war seit dem 8. Mai 1954 mit Norita Elizabeth Garner verheiratet, mit der er fünf Kinder hatte. Er starb am 3. Juni 2017 und wurde mit allen militärischen Ehren auf dem Nationalfriedhof Arlington beigesetzt.

## Orden und Auszeichnungen
Andrew Chambers erhielt im Lauf seiner militärischen Laufbahn unter anderem folgende Auszeichnungen:
- Army Distinguished Service Medal (2-Mal)
- Defense Superior Service Medal
- Legion of Merit
- Bronze Star Medal
- Soldier’s Medal